# Norra Roslags domsagas tingslag
Norra Roslags domsagas tingslag var ett tingslag i Uppland i Stockholms län som ingick i Norra Roslags domsaga, bildad 1863.
Tingslaget bildades den 1 januari 1948 (enligt beslut den 10 juli 1947) genom ett samgående av Frösåkers tingslag och Väddö och Närdinghundra tingslag. Tingslaget upphörde 1971 och överfördes då till Norrtälje tingsrätt.

## Omfattning

### Socknar i häraderna/skeppslagen
Närdinghundra härad, Frösåkers härad och Väddö och Häverö skeppslag

### Kommuner
Tingslaget bestod den 1 januari 1952 av följande kommuner:
- Almunge landskommun
- Frösåkers landskommun; till 1957
- Häverö landskommun
- Knutby landskommun
- Väddö landskommun
- Öregrunds stad; till 1967
- Östhammars stad